# 何宏艳
何宏艳（？年—），女，国家杰出青年科学基金获得者，中国科学院过程工程研究所研究员。

## 生平
2001年毕业于安徽师范大学化学系，2006年于北京理工大学获硕士学位，2014年于中国科学院过程工程研究所获博士学位。2006年硕士毕业进入中国科学院过程工程研究所工作。

## 学术贡献
主要从事基于离子液体的界面化工热力学、离子液体基功能材料智能设计及绿色化工过程等研究工作。在Science Adv.、Nat. Commun.、PNAS、JACS、Angew. Chem. Int. Ed.、Adv. Mater.等期刊发表论文120余篇。主持国家杰出青年科学基金、国家优秀青年科学基金、国家重点研发计划青年科学家项目等10余项。

## 社会兼职
中国化工学会青年工作委员会副主任委员，中国化工学会离子液体专业委员会副秘书长，中国化工学会化工大数据与智能设计专业委员会副秘书长。

## 奖励
- 2017年，获中国科学院科技促进发展奖（第三完成人）[4]
- 2019年，获第十一届“侯德榜化工科学技术奖”青年奖[5]
- 2024年，获第十六届“侯德榜化工科学技术奖”创新奖[6]
- 2025年，获第四届青山科技奖[7]